# Ротійці

Мапа розташування округу Роте-Ндао (праворуч — острів Тимор).

Роті́йці (власна назва атагорі роте, індонез. Suku Rote) — народ в Індонезії, на острові Роті, одному з Малих Зондських островів, розташованому на південний захід від більшого острова Тимор.
Ротійці, як правило, невисокого зросту, легкої статури та малайської зовнішності. Їх легко впізнати за характерними широкими, схожими на сомбреро капелюхами з пальмового листя.
За давньою традицією, ротійці поділяються на західних (генак-анан) та східних (ламак-анан). Крім того, острів Роті політично складається з 18 князівств, кожне зі своїми традиціями, мовою, одягом. Поруч із Роті розташований невеличкий острів Ндао, жителі якого розмовляють окремою мовою, тісно пов'язаною з мовою острова Саву, але сильно асимільовані ротійцями.

## Розселення та чисельність
Ротійці живуть у межах адміністративного округу Роте-Ндао (індонез. Kabupaten Rote Ndao), що входить до складу провінції Східна Нуса-Тенґара й, крім головного острова, включає розташовані біля нього малі острови Ндао, Доо, Нусе, Памана, Геліана, Ланду, Манук та інші. Народ відрізняється досить високою мобільністю. Багато людей виїздить до Купанга в пошуках роботи, займатися торгівлею тощо. Звідси вони мігрують у великі міста по всій Індонезії. Значні групи ротійців розселені на заході острова Тимор і на сусідньому острові Семау, окремі групи — на островах Сумба та Флорес.
У межах провінції Східна Південно-Східна Нуса ротійці в 2010 році налічували 232 104 особи (4,97 % населення провінції). Офіційна статистика Індонезії зараховує їх до числа народів Східної Південно-Східної Нуси. Разом 2010 року їхня чисельність в межах провінції становила 3 793 242 особи, а по всій Індонезії — 4 184 923 особи.
З геологічної точки зору острів Роті — це вершина гори, яка виступає над водою. Острів позначений пагорбами та не дуже високою горою Лакамола. Протікають невеликі річки, які переважно пересихають у сухий сезон, лише на сході Роті є кілька більших річок. Здебільшого острів вкритий луками, ростуть пальми. Площа сільськогосподарських земель незначна.

## Мова
Говорять ротійською мовою, що належить до тиморської групи центрально-східної гілки малайсько-полінезійських мов. Найбільшу спорідненість вона виявляє з мовами атоні та тетумів, що живуть на острові Тимор.
Ротійська мова поділяється на діалекти унале, дела, денгка, лелайн, ті, баа, лоле, терману, кека-талае, бокай, корбафо, леленук, діу, білба, ланду, рінгоу, упао, які відповідають 18 ротійським князівствам. Частина з цих діалектів виділяються як окремі мови. Всі ротійські діалекти є взаємно зрозумілими. Діалект терману, поширений у центральній частині острова, отримав певне поширення як лінгва франка. Крім того, ротійська мова має наддіалектну форму, що виконує роль ритуальної, поетичної або високої мови.
Поширена також індонезійська мова. Жителі острова Ндао говорять власною мовою.

## Релігія
За релігією ротійці є протестантами, католиками та мусульманами. Найбільше серед них прихильників протестантської релігії. Вона з'явилася на Роті першою й була адаптована до місцевої народної релігії. Зберігаються також традиційні вірування.
Християнство стало поширюватись на Роті з 1600 року, але на початку XX ст. охрещеними були менше п'ятої частини населення острова. Інтенсивне поширення релігії відбувалося вже в добу незалежної Індонезії й було пов'язане з реалізацією національної кампанії досягнення грамотності.
Традиційні релігійні практики пов'язані з духами предків та їхньою протилежністю — злими духами, які асоціюються з чагарниками. Зображення предків у формі листя пальми лонтар розвішували в хатах.
Народна ротійська релігія Телук-Аман передбачає існування Бога-Творця на ім'я Ламатуан або Ламатуак. Люди сприймають його як Творця (Манааду), Правителя (Манасула) та Джерела благословення (Манафе). Символом триєдиного Бога є тризуба жердина, яку тримають у хаті.

## Історія
Генеалогічні легенди ротійців говорять про прибуття їхніх предків на острів Роті в часи імперії Маджапагіт (кінець XIII—XVI ст.). Міграція йшла з півночі окремими групами через острів Тимор. Є також припущення, що предки ротійців прибули з острова Серам.
На Роті склалося 18 князівств (нусак): Унале, Дела, Денгка, Лелайн, Ті, Баа, Лоле, Терману, Кека, Талае, Бокай, Корбафо, Леленук, Діу, Білба, Ланду, Рікоу, Упао. Кожне мало свої літописи, пов'язані з власними владними династіями. В XVII—XVIII століттях ротійські нусаки були невеликими незалежними державами. Між ними часто виникали суперечки, а то й війни, які зазвичай були викликані прикордонними конфліктами.
Наприкінці XVII століття португальці заснували на острові Роті домініканську місію, але згодом їх витіснили голландці. До 1662 року Голландська Ост-Індійська компанія підписала угоди з дванадцятьма з нусаків. Проте реальна влада голландців була обмеженою. Вони свідомо зберегли ротійські князівства, які мали статус автономних держав до середини XX ст.
У кінці XIX — на початку XX ст. ротійці заснували поселення на Тиморі.
До 1969 року Індонезія інтегрувала Роті до загальнодержавної адміністративної системи, включивши колишні князівства до складу новоутворених районів (індонез. Kecamatan).

## Поселення

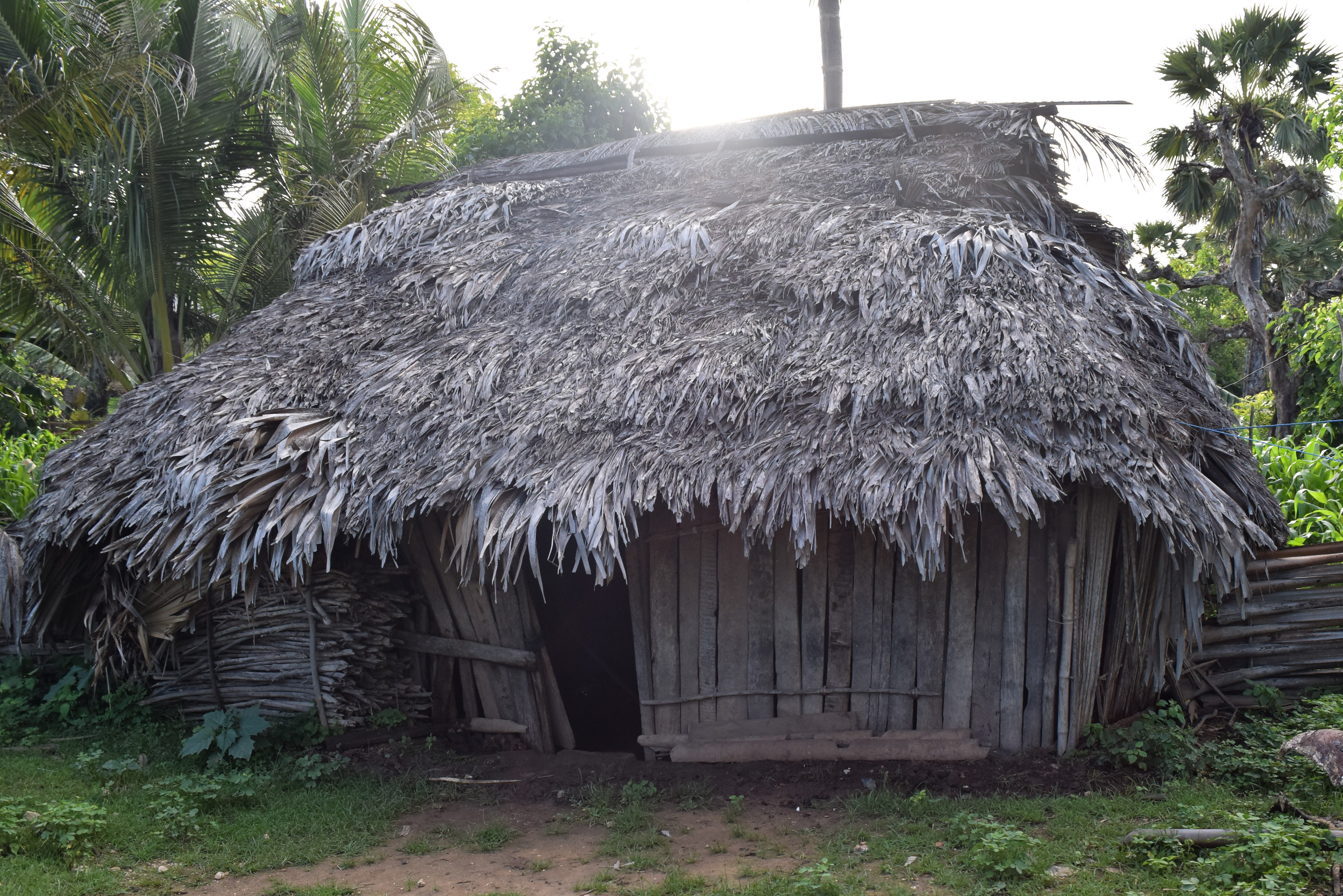
Традиційна ротійська хата.

Ротійські села (нголок) зазвичай розташовані в місцях, де є родюча земля та джерела чистої води. Хати стоять рядами вздовж річки. Село має огорожу, яка служить для захисту від проникнення диких тварин. Поселення однієї кланової групи розташовуються на відстані від поселень інших кланових груп, ротійці виганяють свою худобу на вільний випас, де вона не повинна зустрічатися з чужими тваринами. Деякі села розташовані на важкодоступних вершинах пагорбів і мають купчасте планування. Вибір таких місць пов'язаний з аспектами безпеки та віри, оскільки гори чи пагорби мають для ротійців сакральне значення, а війни між клановими групами в минулому були звичайним явищем.
Традиційні ротійські хати прямокутні в плані, мають каркасно-стовпову конструкцію, а критий соломою дах майже сягає землі. Хата завжди виходить фасадом на північ або південь. Житлове приміщення підняте на палях і розділене на чоловічу та жіночу половини. Горище служить для зберігання реліквій та харчових продуктів (рис, цукор тощо). Їжу зазвичай готують в окремій споруді із соломи, розташованій поруч.
У 1970-і роки традиційне житло замінили прямокутні хати, що стоять на землі. Нові села мають лінійне планування. Через брак деревини для будівництва тепер використовують цемент та камінь.

## Господарство
Основне заняття — ручне землеробство. Традиційно основними продовольчими культурами були суходільний рис, просо та сорго. За останні сто років стали переважати вологий рис та кукурудза. Вирощують також маніок та інші бульби, різні види бобових, гарбузи, арахіс, перець, кунжут, огірки, цибулю, часник, каву, банани, папаю, хлібне дерево, джекфрут, джерук, манго, тютюн, бавовник, бетель, ареку. В садах ростуть кокосові, арекові, лонтарові пальми та інші дерева. Видобувають саго.

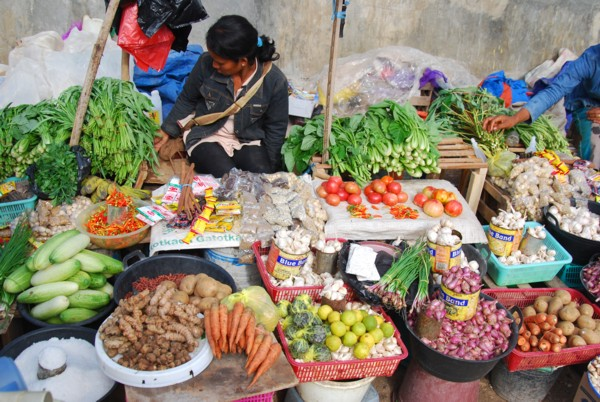
На ротійському базарі.

Рис вирощують та богарних та зрошуваних полях. Богарні поля обробляють підсічно-вогневим методом, ділянки розчищають спалюванням у листопаді. На богарних полях вирощують також інші сільськогосподарські культури. Землю обробляють металевими палицями-копачками та мотиками.
Земель, придатних для вирощування вологого рису, небагато. Для поливу полів використовують води річок, струмків та природних джерел. Хоча ділянки рису перебувають в індивідуальному володінні, висаджують його та збирають врожай колективно. При обробці вологих рисових полів виганяють на них буйволів. Біля річок висаджують кокосові пальми та товарні культури.
Багато людей займається збиранням соку лонтарової пальми та приготуванням з нього сиропу. Частину сиропу переробляють на тонкі квадратні коржі кристалізованого цукру. Сироп також ферментують й отримують з нього алкогольні напої.
Важливу роль в місцевому господарстві відіграє також тваринництво. Тримають кіз, овець, свиней, курей, в заможних господарствах — коней, буйволів. Худобу випасають на волі, тварин помічають клеймом. Коні на острові є важливим засобом для пересування. Буйволи та корови використовуються для оранки полів, отримання м'яса й молока, вони також є важливою складовою приданого. На традиційних бенкетах ріжуть свиней, кіз, овець.
Займаються прибережним і річковим рибальством, зазвичай роблять це в сухий сезон. Жінки ловлять рибу підсакою, чоловіки використовують списи, закидають сітки, іноді ставлять пастки-кошики, застосовують отруту, ловлять рибу на гачок. Полювання обмежується дрібними птахами, іноді оленями та здичавілими домашніми свинями. Збирають мед, гриби, водорості, агар-агар.
Основними видами місцевого ремесла є ткацтво та плетіння. Ротійські майстрині використовують техніку ікат для виготовлення тканин і прикрашають їх вишивкою з традиційними мотивами. Плетуть різноманітні кошики, капелюхи, килимки, ємності для домашнього використання. Гончарні вироби виготовляють лише в кількох районах, де є відповідна глина, а продають їх по всьому острову. Серед ротійців, особливо з острова Ндао, є майстри з обробки золота та срібла, прикраси їхнього виробництва користуються попитом серед заможних жителів острова.
Займаються дрібною торгівлею; велика торгівля перебуває в руках китайців та мусульман. Існує інтенсивна торгівля між Роті та містом Купанг на острові Тимор. Багато ротійців працює в державному апараті.

## Суспільство
Населення кожного ротійського князівства поділяється на декілька патрилінійних родових груп (лео), які водночас є його політичними одиницями. На чолі лео стоїть старійшина, якого називають мане-лео. Лео поділяються на роди (тейк), а ті на менші групи — бобонгік. Жодна з родових груп не обмежується певною територією, лише бобонгік зазвичай живуть в одному селі й складаються з індивідуальних домогосподарств (урна). В одному селі проживають представники кількох лео, а сільську громаду очолює темукунг.
Ротійське суспільство є патріархальним: молоді йдуть жити в сім'ю чоловіка, діти належать до роду свого батька, сини успадковують майно. Проте є й виключення: якщо чоловік не виплатив викуп за свою дружину, діти в цій сім'ї належать до роду матері.
Родинна термінологія має свої особливості: брат батька відрізняється від брата матері, так само як сестра батька від сестри матері, рідні та двоюрідні брати та сестри класифікуються за віком.
Ротійці зазвичай живуть нуклеарними або розширеними сім'ями. Сім'я живе під одним дахом й утворює окреме домогосподарство. Ротійські тейки є екзогамними, але це правило не стосується лео. Шлюби між близькими родичами заборонені. Багатоженство дозволене і є нормою в заможних і шляхетних родинах. Левірат, сорорат і усиновлення є надзвичайно рідкісними. Молодший син після одруження залишається жити з батьками. Решта дітей, створивши власні сім'ї, мають покинути батьківську хату. Таким чином, нуклеарна сім'я у ротійців складається з чоловіка, дружини, їхніх неодружених дітей та наймолодшого сина і його дружини.
Старший син успадковує право свого батька представляти сім'ю на родинних церемоніях, а також всі його титули; наймолодший син успадковує хату. Інше майно ділять порівну між усіма синами. Дочки можуть успадкувати лише тоді, коли у сім'ї відсутній чоловік-спадкоємець.
Розлучення відбувається порівняно легко, але потрібно отримати дозвіл від двору правителя.
Традиційно кожне ротійське князівство очолював правитель чоловіків (манек), який водночас був і правителем жінок (фетор). Двір складався з виборної шляхти, яка в ідеалі представляла кожну родову групу, що складали князівство. Крім того, кожне князівство мало верховного суддю (дае-лангак), який був визнаним знавцем звичаєвого права і в деяких випадках міг навіть скасовувати рішення князя. Після ліквідації князівств у 1970-х роках судова влада перейшла до керівників сіл. Значна частина ротійських традиційних структур зберігається й досі, але вони набули сучасних форм.

## Побут

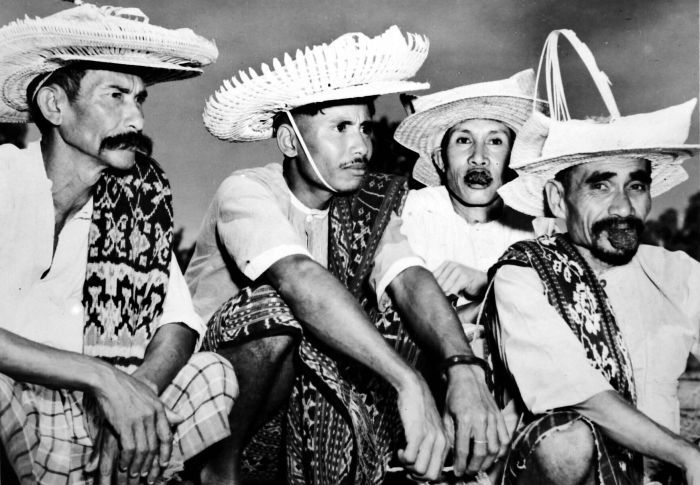
Шляхетні ротійці в традиційних капелюхах (архівне фото).

Традиційний одяг — каїн (шматок тканини, обмотаний навколо тіла у вигляді спідниці), кофти, сорочки. Специфічним одягом є місцеві солом'яні брилі.
Їжа переважно рослинна: каші та бульби з гострими приправами та рибою. Основним харчовим продуктом є кукурудза. Рис, так само, як і м'ясо, їдять на свята. Щодня п'ють солодкий сік лонтарової пальми, розбавлений водою. Цей сік є також основним інгредієнтом у приготуванні тістечок, тортів, слабких та міцних алкогольних напоїв.

## Характер, освіта
Ротійці відомі як сміливі й відкриті люди, кмітливі й далекоглядні в своїх діях та висновках. Вони швидко засвоїли аспекти західної культури, принесені голландцями, зокрема, освіту та релігію. Ротійці вірять, що справжньої досконалості неможливо знайти в світі, це не до снаги ні ротійцям, ні, наприклад, голландцям. Тому вони завжди зберігають оптимізм і вірять у майбутнє.
Жителі острова Роті доволі рано доєдналися до системи шкільної освіти, зокрема в порівнянні з жителями сусіднього острова Тимор. Вже 1754 року функціювали школи в головних населених пунктах Роті. 1857 року на острові було 18 шкіл. Викладання велось малайською мовою. Завдяки існуванню розгалуженої шкільної мережі ротійці отримали освітню перевагу в східній Індонезії. Це також стимулювало їхню міграцію в інші регіони країни. Сьогодні ротійці на всіх рівнях беруть активну участь у національному житті індонезійського суспільства. Сформувалася інтелектуальна еліта, хоча більшість її діячів живе за межами Роті.

## Традиційні ритуали та церемонії
Основні ротійські церемонії стосуються шлюбу, будівництва хати та смерті. В місцевому суспільстві не було священників, відповідальних за проведення традиційних ритуалів, будь-яка людина може робити жертви духам. Проте є люди, яких уважають спеціалістами з виголошення довгих віршованих промов на великі свята.
В усіх князівствах, крім Денгка, продовжують відзначати щорічне свято подяки гус. Його проводять після збирання врожаю, й воно знаменує перехід від одного року до наступного. Це свято підкреслює єдність кланів. Люди звертаються до своїх предків з проханням дати родючість тваринам і рослинам. Проводять перегони, танці, співи, імітаційні бої, богині родючості приносять у жертву тварин. Протягом року проводять також ряд інших церемоній, пов'язаних із сільськогосподарським циклом.
Невеликі ритуали проводять під час лікування хвороби та з нагоди одужання. Раніше в разі важкої хвороби влаштовували невеликий бенкет, щоб принести жертви духам. Тепер поменшало місцевих лікарів, які використовують різні «таємні» народні ліки. Зараз християни збираються в таких випадках, щоб помолитися за хворих. У минулому спеціальні ритуали проводили кожного разу, коли пролилася людська кров.
Ротійці також проводять різні церемонії життєвого циклу, зокрема з нагоди народження, наречення, першої стрижки волосся, хрещення, досягнення зрілості, шлюбу, смерті. Дитині дають ім'я, коли їй виповнюється один день. Це дуже важлива подія. Ротійці вірять, що духи їхніх предків повертаються у світ через немовлят. Тому дітей називають на честь певного предка. Церемонія супроводжується бенкетом, ріжуть тварин. Хлопчикам, які досягли повноліття, роблять обрізання, а дівчаткам надпилюють зуби.
Низка обов'язкових церемоній передує весіллю. Спочатку сторона молодого робить пропозицію стороні молодої. Приходять з подарунками, розмову ведуть витонченою мовою. Якщо пропозиція буде прийнята, починаються переговори щодо складу та розміру викупу за наречену (беліс). Викуп зазвичай складається із золотого ланцюжка, буйвола, коня чи корови й розподіляється між батьками, дядьком та братом дівчини. Зазвичай сім'я молодого несе спільну відповідальність за збирання беліса. В разі розлучення пари частина викупу, отримана батьком і братом дружини, має бути повернута.
Поховальні обряди є наймасштабнішими й найдосконалішим серед ротійських ритуалів. Вони сприймаються як данина духам померлих. Згідно з місцевими віруваннями, дух померлого має здійснити далеку подорож і повинен бути забезпечений провізією. Ріжуть десятки корів, буйволів або волів, і це не сприймається як тягар для родини, навпаки, це вважається задоволенням. Відповідальною за проведення поховальних церемоній особою вважається найстарший із живих братів. Поки не зберуться родичі, тіло небіжчика не можуть поховати. Готують труну і копають могилу рідний брат померлого, брат матері або їхні прямі нащадки. Коли родичі вже прибули, тіло обмивають, вдягають небіжчика в традиційний одяг та ковдри, а тоді кладуть його в труну. Жінки здіймають традиційне голосіння, по черзі висловлюючи жаль з приводу смерті та вихваляючи доброту покійного за життя. Поховання зазвичай проводять на третій день після смерті. Проводять серію церемоній, які переривають зв'язок між померлим та його родичами й таким чином убезпечують останніх. На церемонії поховання для гостей і родичів влаштовують банкет. Уважається, що все, що є на столі, з'їдає дух померлого. Бенкети влаштовують також на сьомий, дев'ятий і сороковий день, подальші поминальні бенкети можуть бути призначені через рік або навіть через три роки.